# Università del Kansas
L'Università del Kansas (in inglese University of Kansas) è un'università pubblica con sede a Lawrence, nel Kansas (USA). Fu fondata nel 1865.